# Albert Dohmen
Albert Dohmen (17 de junio de 1956, Krefeld, Alemania) es un bajo-barítono alemán que se ha especializado con éxito en varios papeles wagnerianos.

## Biografía
Albert Dohmen estudió oboe en Essen, Alemania, y se licenció en derecho en Colonia (Alemania), mientras siguió tomando clases particulares de canto. 
En 1983 fue contratado por la compañía de ópera de la Deutsche Oper am Rhein de Düsseldorf, Alemania, con la que permaneció dos temporadas, para pasar a continuación a la compañía del Teatro Estatal de Hesse de Wiesbaden (Hessisches Staatstheater Wiesbaden), también en Alemania. Desde 1991 trabaja como artista libre en todo el mundo.

## Carrera y repertorio
Como cantante invitado colabora con teatros de ópera de todo el mundo, incluyendo la Ópera Estatal de Viena, la Nederlandse Opera de Ámsterdam, Holanda, la Ópera Alemana de Berlín, el Teatro de ópera de Zúrich, la Ópera de la Bastilla de París, el Royal Opera House at Covent Garden de Londres, el Teatro del Liceo, de Barcelona, el Metropolitan Opera House de Nueva York —en donde debutó en 2003/4 como Jochanaan en Salomé (ópera)— y la Ópera Estatal de Baviera, de Múnich y ha actuado en gira con la Filarmónica de Berlín en Berlín y Tokio. 
Como cantante de concierto, ha cantado la práctica totalidad del repertorio para bajo-barítono, desde Bach a Schönberg, habiendo aparecido ya en casi todos los festivales y salas de concierto importantes del mundo. Participó por primera vez en Salzburgo en 1997, como Wozzeck, habiendo participado también en el Festival de Edimburgo y el Maggio Musicale Fiorentino. Cantó Un Réquiem alemán de Brahms en el Festival de Ravena, Italia, de 1997, así como el Réquiem de Fauré en el Musikverein de Viena en 2000 y el Elijah del Oratorio de Mendelssohn en el Festival de Zúrich de 1998.
Dohmen se consolidó en el plano internacional con los papeles wagnerianos del holandés en El holandés errante y Wotan en El anillo del nibelungo. Con este personaje se dio a conocer en el plano internacional en Ginebra (1999, 2000 y 2001) y en Berlín y Ámsterdam (2004, 2005). En 2007 lo cantó en el Bayreuth en la producción de Tankred Dorst con dirección musical de Christian Thielemann, obteniendo muy buenas críticas. Repitió el papel hasta la retirada de cartel del montaje y también se le pudo escuchar en el Metropolitan Opera House de Nueva York (2009) y en la Ópera Estatal de Viena (2010). En 2013 lo interpretó en el Festival de Lucerna y en Barcelona.
En 2015 regresó al Festival de Bayreuth como Alberich en El anillo del nibelungo, esta vez dirigido por Kirill Petrenko. Su interpretación despertó curiosidad, pues es poco habitual que un cantante intérprete a estos dos personajes de la Tetralogía. Siguió cantando este papel en las ediciones del Festival de Bayreuth de 2016 y 2017, bajo la dirección musical de Marek Janowski y en 2016, dirigido por Christian Thielemann en la Suntory Hall de Tokio, en la Salzburger Osterfestspiele y en 2018 en la Ópera Semper de Dresde.
En España, debutó en el Gran Teatro del Liceo de Barcelona en un concierto en la temporada 1990-91 y volvió con Anna Bolena (ópera) (1992-93), con Mathis der Maler (1993-94), La valquiria (2002-2003), Elektra (2007-2008) y con el Hans Sachs de Los maestros cantores de Núremberg (2008-2009), Wotan en el El oro del Rin (2013), La valquiria (2014) y Sigfrido (2015), El holandés errante y el Rey Marke en Tristán e Isolda en 2017.
Dohmen cantó Pizzarro en Fidelio (2007-2008) en el Teatro Real de Madrid, a las órdenes de Claudio Abbado y volvió en 2016 como Moses en la primera puesta en escena en España de Moisés y Aarón de Arnold Schoenberg. 

Su repertorio incluye, además de los ya mencionados, los roles de Caspar en Der Freischütz, Gurnemanz en Parsifal, Scarpia en Tosca, Barba Azul, Rey Enrico en Lohengriny Escamillo en Carmen, entre otros.
En 2010 actuó en el Palau de Les Arts de Valencia interpretando a Jochanaan de la ópera Salome

## Discografía
- Strauss, La mujer sin sombra (Tintorero) / Solti, Filarmónica de Viena, 1992
- Wagner, Los maestros cantores de Núremberg (Kothner) / Solti, Sinfónica de Chicago, 1995
- Weber, El cazador furtivo (Kaspar) / Metzmacher, Staatsoper Hamburgo, 1998 (DVD)
- Wagner, El oro del Rin (Wotan) / Kuhn, Nápoles, 1999
- Strauss, Ariadna en Naxos (Maestro de música) / Sinopoli, Staatskapelle Dresde, 2000
- Wagner, El anillo del nibelungo, (Wotan/Viandante) / Haenchen, Ámsterdam, 2005
- Wagner, Tristán e Isolda (Kurwenal) / Jordam, GInebra, 2005 (DVD)
- Wagner, El anillo del nibelungo (Wotan/Viandante) / Thielemann, Festival de Bayreuth, 2008
- Wagner, La valquiria (Wotan) / Thielemann, Festival de Bayreuth, 2010 (DVD)

° Wagner, El anillo del nibelungo (Wotan/Viandante) / Staatsoper Vienna Wiener Philharmoniker bajo Christian Thielemann DGG, 2011
°